# Archy und mehitabel
archy and mehitabel ist der Titel einer Reihe von Gedichten des US-amerikanischen Autors Don Marquis, die ab 1916 in dessen Kolumne Sun Dial erst in der Zeitung Evening Sun, ab 1922 seiner Kolumne The Lantern in der New York Tribune und ab 1926 im Collier's Magazine erschienen.

## Die Hauptfiguren
1916 führte Don Marquis die Figur Archy in seine Kolumne ein. Archy ist eine Küchenschabe, die in einem früheren Leben ein Vers-libre-Poet war, dem das Unglück widerfuhr, in dieser Form wiedergeboren zu werden. Archy schreibt seine Gedichte auf der Schreibmaschine von Don Marquis. Da er als Küchenschabe nur tippen kann, indem er auf den Wagen der Schreibmaschine klettert und von dort auf die jeweilige Taste springt, ist es ihm unmöglich, Zeichen zu benutzen, für die die Umschalttaste erforderlich ist. Archy Gedichte müssen deshalb ohne Großbuchstaben und Sonderzeichen wie das Ausrufe- oder Fragezeichen oder die Anführungszeichen auskommen. Das ist auch der Grund, warum der Titel der Gedichte in Kleinschreibung als archy und mehitabel wiedergegeben wird. Wenn Don Marquis über seine Küchenschabe schrieb, benutzte er, da ihm, als Mensch, die Umschalttaste zur Verfügung stand, die korrekte Großschreibung – weshalb es beide Formen gibt – archy und Archy.
Die zweite Hauptfigur der Gedichte ist die Straßenkatze Mehitabel, von deren Erlebnissen und Gedanken Archy häufig berichtet. Auch Mehitabel war in einem früheren Leben keine schlichte Katze, sondern die Königin Kleopatra. In jüngeren Jahren, dann aber schon als Katze, war sie zudem als Schauspielerin am Theater. Mehitabels Motto ist – trotz aller Unbilden, die sie durchleben muss – das französische „toujours gai“ (stets vergnügt).

## Inhalte
In den Gedichten, die meist ohne Reim auskommen und Slang mit einem hohen poetischen Ton mischen, äußert sich Archy zu Themen der Zeit wie der Prohibition, den Literaturmoden oder auch der großen Politik. Meist jedoch beschränkt er sich auf bittere Betrachtungen über das verachtete Leben, das er und Mehitabel in ihren falschen Körpern leben müssen. Oft berichtet er von Begegnungen mit anderen Tieren und den sich daraus ergebenden Konflikten beziehungsweise von den tragischen Lebensgeschichten dieser, auch in einem falschen Körper gefangenen, Wesen. Der Witz der Gedichte entspringt dabei oft aus der verdrehten Perspektive, die Archy als Küchenschabe notwendig einnehmen muss, und die in harschem Kontrast steht zu den Lebensentwürfen, die er und Mehitabel einst kannten und immer noch als Wunsch verfolgen. Kongenial unterstützt wird diese inhaltliche Spannung durch die Archy aufgezwungene, beschränkte Typografie, die, aus der Not geboren, seine Gedichte oft formal modernistischer erscheinen lässt, als sie es tatsächlich sind.
Die archy und mehitabel-Gedichte sind das bekannteste Werk von Don Marquis. Schon zu seinen Lebzeiten erschienen Sammelbände, teils mit kongenialen Illustrationen von George Herriman, die bis heute neu aufgelegt werden und sich in den USA großer Beliebtheit erfreuen.

## Ausgaben
- archy and mehitabel, 1927
- archys life of mehitabel, 1933
- archy does his part, 1935
- the lives and times of archy and mehitabel, 1940
- archy and mehitabel, New York 1990, ISBN 0-385-09478-7 (Nachdruck der Ausgabe von 1927)
- archyology, 1996
- archyology ii, 1998
- Don Marquis. gestatten archibald. Intime Geständnisse. Vorwort von Heinrich Maria Ledig-Rowohlt. Ins Deutsche übertragen von K. Oppermann-Kostra. Illustrationen: Bernd Geiger. Bärmeier & Nikel, Frankfurt, 1965